# 프리마
프리마(Frima)는 액상크림만 존재하던 1974년에 동서식품이 독자적으로 개발한 파우더 타입의 식물성 커피 화이트너로 우리나라 커피크리머의 대명사로 널리 알려진 제품이다.